# Nationale Jeugdstorm
La Nationale Jeugdstorm (en español: Tormenta Juvenil; NJS) fue un movimiento juvenil neerlandés asociado con el Movimiento Nacionalsocialista en los Países Bajos (NSB) que existió entre 1934 y 1945, organizado como el equivalente neerlandés de la Hitlerjugend alemana y como una contraparte nazi del Movimiento Scout en los Países Bajos.

## Formación
La organización estaba formalmente separada, pero tenía vínculos muy estrechos con el NSB. El líder era Cornelis van Geelkerken, miembro destacado del NSB. El 1 de mayo de 1934, Van Geelkerken fue despedido como funcionario del gobierno porque la pertenencia al NSB se consideraba incompatible con el empleo en el gobierno. Ese mismo día fundó la Nationale Jeugdstorm. El 1 de febrero de 1936, la Nationale Jeugdstorm fue disuelta como resultado de un fallo del Tribunal Supremo. Siguió una reestructuración inmediata, con una nueva organización "democrática" y un pequeño cambio de nombre (Vereniging Nationale Jeugdstorm, VNJ). Poco después de la invasión alemana, se volvió a adoptar el antiguo nombre.
Casi todos los miembros de la Nationale Jeugdstorm eran hijos de miembros del NSB. Antes de la ocupación, la Nationale Jeugdstorm tenía alrededor de 2.000 miembros; un número que aumentó durante la Segunda Guerra Mundial a más de 12.000. Los miembros tenían entre 10 y 17 años y debían ser holandeses. Los miembros los llamaban meeuwen (gaviotas) y meeuwkes (gaviotas) (10 a 13 años) y stormers y stormsters (tormentas) (14 a 17 años). Los niños y las niñas formaron grupos separados dentro de la organización. Cuando cumplieron 18 años, los niños fueron reclutados por el Nederlandse Arbeidsdienst (Servicio Neerlandés del Trabajo) (NAD) o las Waffen-SS.

## Emblemas e insignias de laNationale Jeugdstorm
Plantillas de libros del Distinctieven der Beweging con emblemas, uniformes paramilitares, insignias de rango, banderines, etc. de la Jeugdstorm.

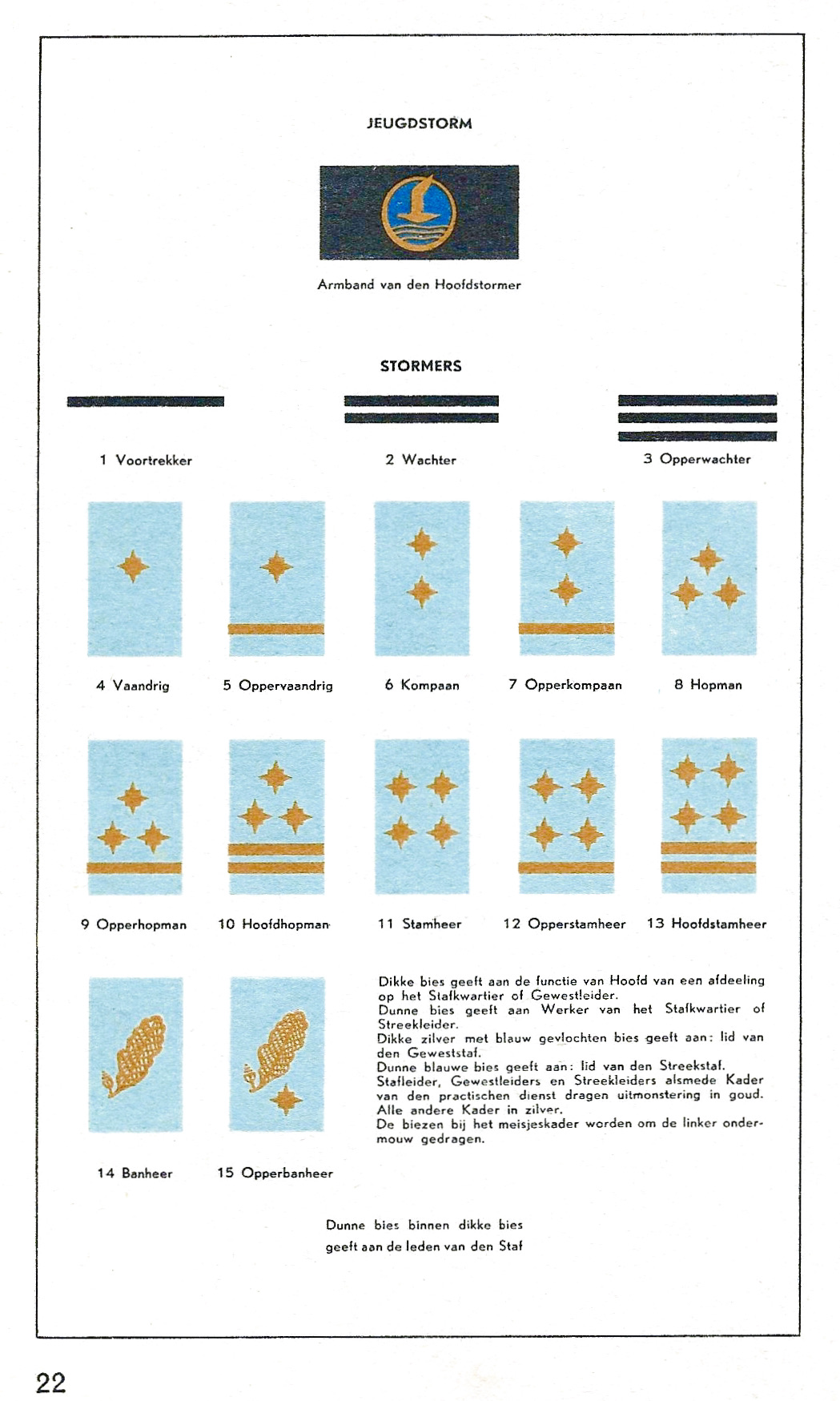
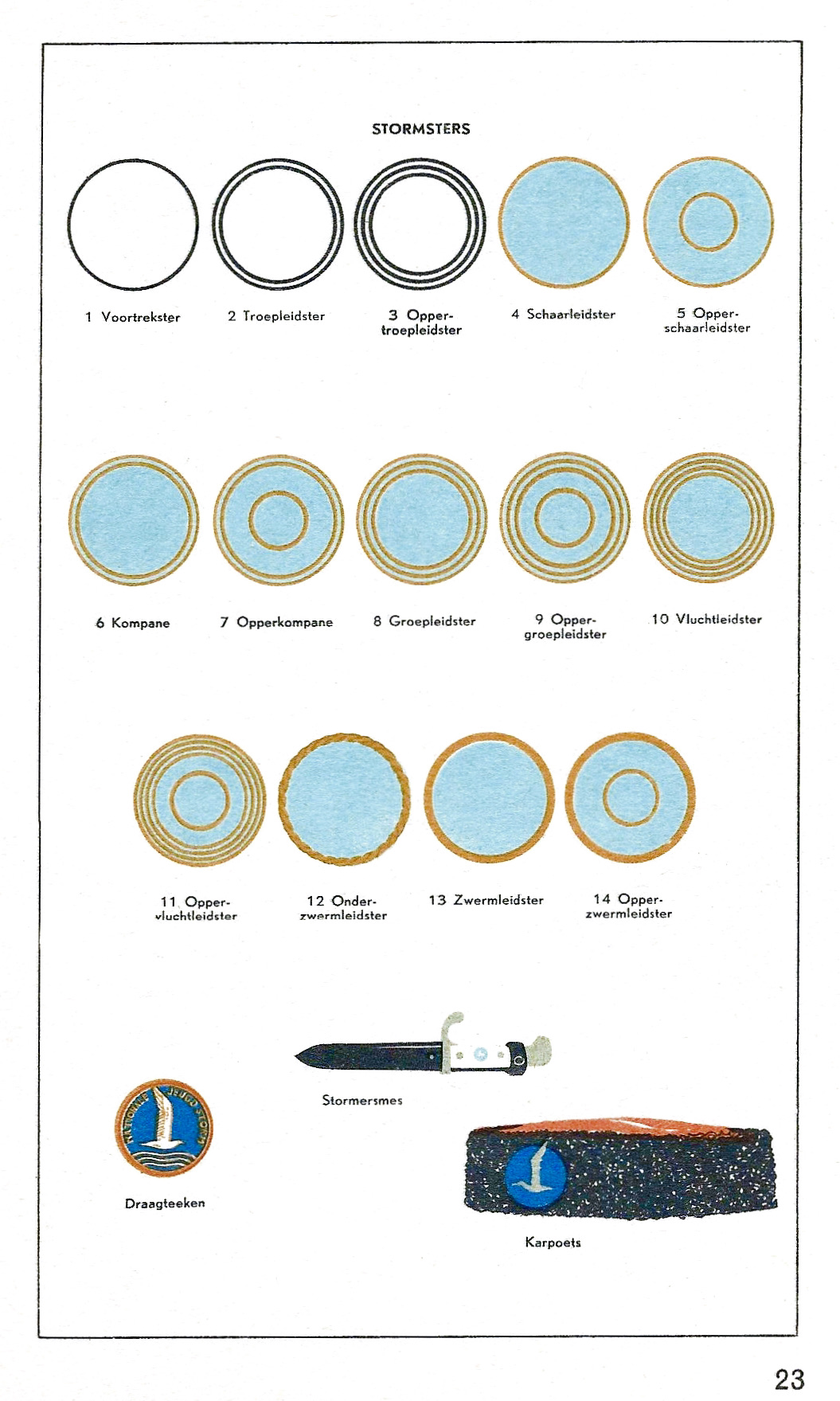
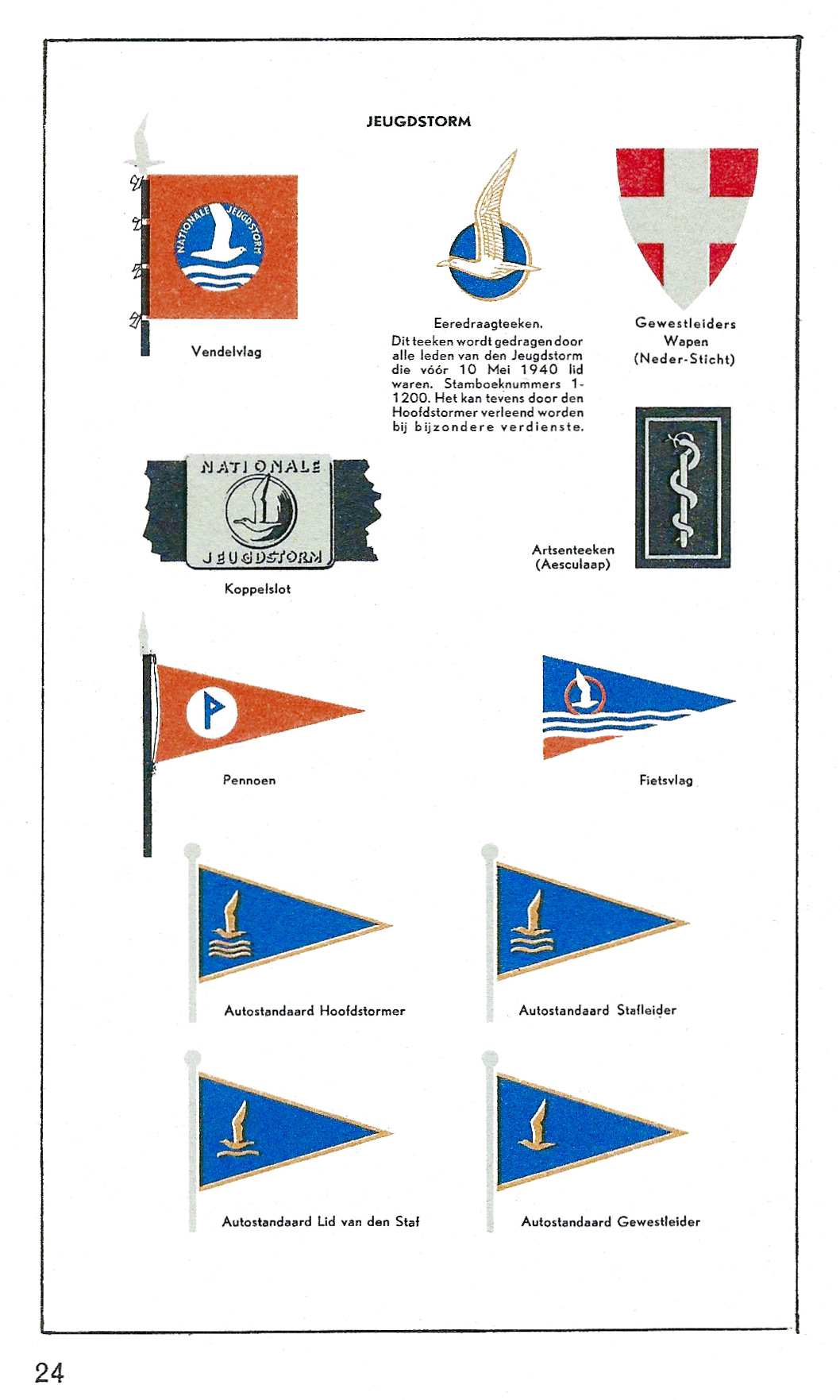